# 三山時代

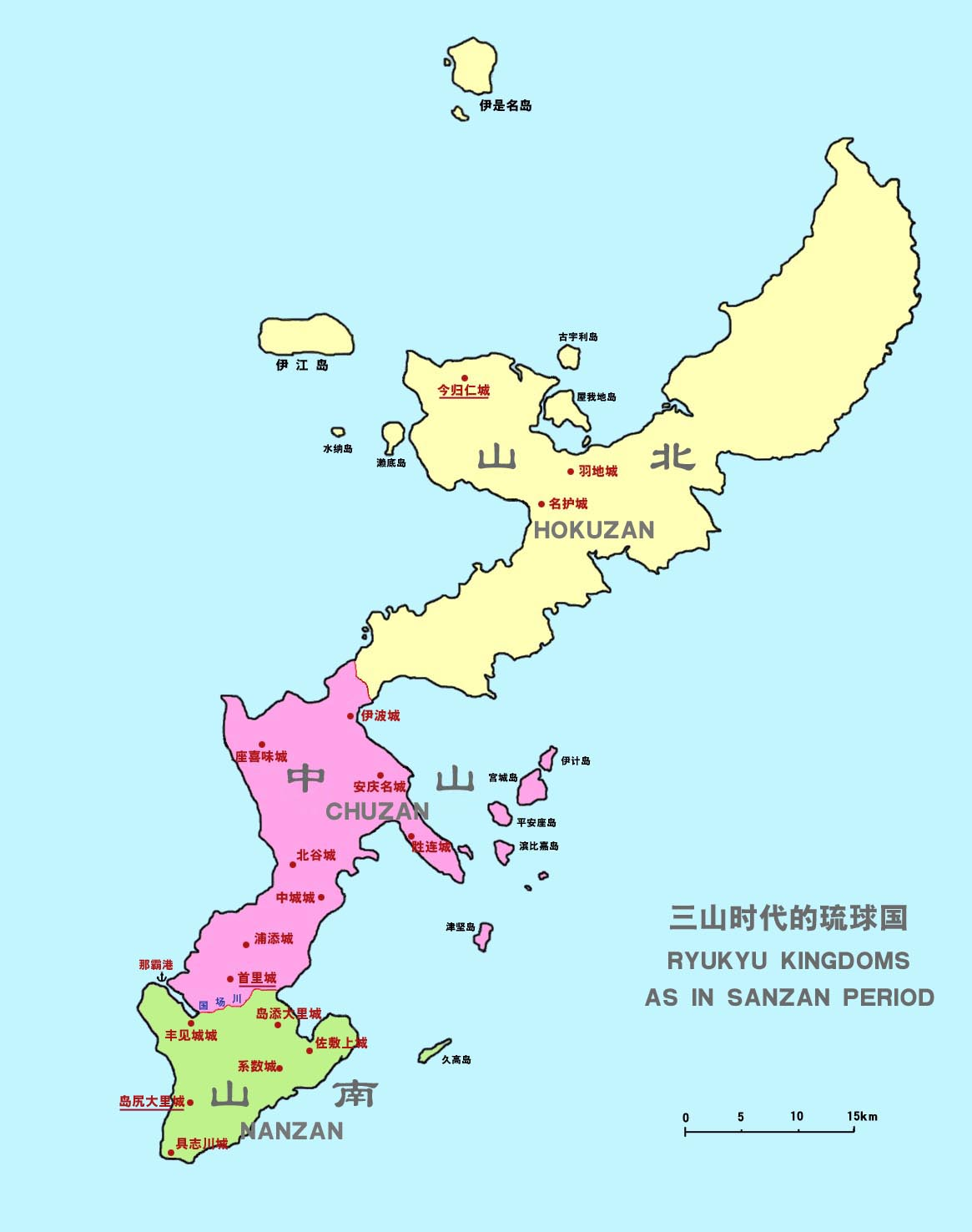
三山時代，南山、中山、北山三國的勢力圖

三山時代（1322年－1429年）琉球群島歷史上的一個時期。14世紀，沖繩本島先後出現了南山（又稱山南）、中山、北山（又稱山北）三国，分别位于冲绳岛的南部、中部和北部，这个时期称为“三山时代”。 三国中，以中山最强，北山最弱。相互爭戰了近一百年。
根據琉球國《中山世鑑》、中國《明實錄》和朝鮮《朝鮮王朝實錄》的記載，中山王國以首里按司為中心，包括浦添、首里、那霸、北谷、讀谷、越來、中城、勝連、具志川各城，大致疆域為南至國場川—與那原一線，北至仲泊地峽。南山王國以大里按司為中心，包括大里、佐敷、知念、玉城、具志頭、東風平、島尻大里、喜屋武、摩文仁、真壁、兼城、豐見，大致疆域相當於今日沖繩島南端國場川—與那原一線以南的地域。北山王國以今歸仁按司為中心，包括今歸仁、羽地、名護、國頭、金武、伊江、伊平屋（伊是名）等城，大致疆域為沖繩島仲泊地峽以北的部分，以及附近的伊江島和伊平屋島。三國之中，中山最強，北山最弱。
1372年，明太祖派杨载向琉球三国发布诏谕，中山王察度為了鞏固自己的統治地位，派弟泰期出使明朝，向明朝稱臣。明太祖派楊載為冊封使，封之為王。隨後，北山王怕尼芝和南山王承察度也相繼向明朝進貢，並接受明朝防御倭寇的任務。琉球列岛三个国家成为明王朝的藩属。
1392年，由于使者船只往来受到海浪危害，明太祖下令将闽人三十六姓善于造船航海的技术者移居琉球。为琉球政府建造大型船只。
1406年，中山王武寧被尚巴志推翻。1416年，尚巴志滅北山國。1429年滅南山，三山時代結束。

## 三山時代君主列表
- 察度王朝（中山國）

1. 玉城 1314-1336
2. 察度 1355-1397年
3. 武寧 1398-1406年 （察度之子，後為佐敷按司尚巴志推翻）
4. 尚巴志 1422-1429

- 大里王朝（山南國或南山國）

1. 承察度 1337年-1398年
2. 汪英紫 1399年-1402年 （承察度的叔父）
3. 汪應祖 1403年-1413年 （汪英紫次子）
4. 達勃期 1414年 （汪英紫長子）
5. 他魯每 1415年-1429年 （汪應祖長子，一說是承察度之子）

- 怕尼芝王朝（山北國或北山國）

1. 怕尼芝 1322年-1395年
2. 珉 1396年-1400年 （怕尼芝長子）
3. 攀安知 1401年-1416年 （珉長子）